# Lista över fornlämningar i Gotlands kommun (Hemse)
Lista över fornlämningar i Gotlands kommun (Hemse) är en förteckning av ett urval av de fornlämningar som finns i Hemse i Gotlands kommun.
| Namn        | Lämningstyp                      | Tillkomsttid | Historisk indelning | Plats | Läge                 | ID-nr          | Bild                                      |
| ----------- | -------------------------------- | ------------ | ------------------- | ----- | -------------------- | -------------- | ----------------------------------------- |
| Hemse 4:1   | Grav markerad av sten/block      |              | Hemse, Gotland      |       | 57.227800, 18.368709 | 10093800040001 | Ladda upp en bild av detta fornminne      |
| Hemse 5:1   | Hällristning                     |              | Hemse, Gotland      |       | 57.231740, 18.371935 | 11100000000692 | Ladda upp en till bild av detta fornminne |
| Hemse 5:2   | Hällristning                     |              | Hemse, Gotland      |       | 57.231756, 18.371929 | 11100000000693 | Ladda upp en bild av detta fornminne      |
| Hemse 6:1   | Husgrund, förhistorisk/medeltida |              | Hemse, Gotland      |       | 57.243373, 18.343760 | 10093800060001 | Ladda upp en bild av detta fornminne      |
| Hemse 7:1   | Husgrund, förhistorisk/medeltida |              | Hemse, Gotland      |       | 57.245086, 18.348708 | 10093800070001 | Ladda upp en bild av detta fornminne      |
| Hemse 8:1   | Husgrund, förhistorisk/medeltida |              | Hemse, Gotland      |       | 57.244779, 18.365617 | 10093800080001 | Ladda upp en bild av detta fornminne      |
| Hemse 9:1   | Hällristning                     |              | Hemse, Gotland      |       | 57.234415, 18.359364 | 11100000000694 | Ladda upp en bild av detta fornminne      |
| Hemse 9:2   | Hällristning                     |              | Hemse, Gotland      |       | 57.234377, 18.359228 | 11100000000695 | Ladda upp en bild av detta fornminne      |
| Hemse 9:4   | Hällristning                     |              | Hemse, Gotland      |       | 57.234254, 18.359726 | 11100000000696 | Ladda upp en bild av detta fornminne      |
| Hemse 11:1  | Husgrund, förhistorisk/medeltida |              | Hemse, Gotland      |       | 57.231252, 18.375472 | 10093800110001 | Ladda upp en bild av detta fornminne      |
| Hemse 12:1  | Husgrund, förhistorisk/medeltida |              | Hemse, Gotland      |       | 57.254204, 18.445812 | 10093800120001 | Ladda upp en bild av detta fornminne      |
| Hemse 12:2  | Husgrund, förhistorisk/medeltida |              | Hemse, Gotland      |       | 57.253679, 18.446329 | 10093800120002 | Ladda upp en bild av detta fornminne      |
| Hemse 13:1  | Husgrund, förhistorisk/medeltida |              | Hemse, Gotland      |       | 57.251340, 18.350707 | 10093800130001 | Ladda upp en bild av detta fornminne      |
| Hemse 16:1  | Stensättning                     |              | Hemse, Gotland      |       | 57.242085, 18.379174 | 10093800160001 | Ladda upp en bild av detta fornminne      |
| Hemse 16:2  | Stensättning                     |              | Hemse, Gotland      |       | 57.242186, 18.379003 | 10093800160002 | Ladda upp en bild av detta fornminne      |
| Hemse 17:1  | Stensättning                     |              | Hemse, Gotland      |       | 57.242604, 18.378859 | 10093800170001 | Ladda upp en bild av detta fornminne      |
| Hemse 19:1  | Stensättning                     |              | Hemse, Gotland      |       | 57.242638, 18.379591 | 10093800190001 | Ladda upp en bild av detta fornminne      |
| Hemse 19:2  | Stensättning                     |              | Hemse, Gotland      |       | 57.242734, 18.379735 | 10093800190002 | Ladda upp en bild av detta fornminne      |
| Hemse 19:4  | Stensättning                     |              | Hemse, Gotland      |       | 57.242841, 18.379771 | 10093800190004 | Ladda upp en bild av detta fornminne      |
| Hemse 22:1  | Stensättning                     |              | Hemse, Gotland      |       | 57.241668, 18.378359 | 10093800220001 | Ladda upp en bild av detta fornminne      |
| Hemse 22:2  | Stensättning                     |              | Hemse, Gotland      |       | 57.241504, 18.378161 | 10093800220002 | Ladda upp en bild av detta fornminne      |
| Hemse 24:1  | Hällristning                     |              | Hemse, Gotland      |       | 57.236255, 18.372285 | 11100000000699 | Ladda upp en bild av detta fornminne      |
| Hemse 35:2  | Husgrund, historisk tid          |              | Hemse, Gotland      |       | 57.233823, 18.352816 | 10093800350002 | Ladda upp en bild av detta fornminne      |
| Hemse 37:1  | Hällristning                     |              | Hemse, Gotland      |       | 57.232187, 18.373886 | 11100000000700 | Ladda upp en bild av detta fornminne      |
| Hemse 49:4  | Bildristning                     |              | Hemse, Gotland      |       | 57.233088, 18.373053 | 10093800490004 | Ladda upp en till bild av detta fornminne |
| Hemse 52:1  | Husgrund, historisk tid          |              | Hemse, Gotland      |       | 57.228562, 18.368448 | 10093800520001 | Ladda upp en bild av detta fornminne      |
| Hemse 71:1  | Stensättning                     |              | Hemse, Gotland      |       | 57.220244, 18.404089 | 10093800710001 | Ladda upp en bild av detta fornminne      |
| Hemse 72:3  | Hällristning                     |              | Hemse, Gotland      |       | 57.231042, 18.390876 | 11100000000777 | Ladda upp en bild av detta fornminne      |
| Hemse 72:4  | Hällristning                     |              | Hemse, Gotland      |       | 57.231042, 18.390876 | 11100000000778 | Ladda upp en bild av detta fornminne      |
| Hemse 101:1 | Hög                              |              | Hemse, Gotland      |       | 57.251088, 18.401661 | 10093801010001 | Ladda upp en bild av detta fornminne      |
| Hemse 111:1 | Hällristning                     |              | Hemse, Gotland      |       | 57.221502, 18.396947 | 11100000000779 | Ladda upp en bild av detta fornminne      |